# Francisco Herranz
Francisco Herranz byl španělský falangista, který spáchal v roce 1969 v Madridu demonstrativní sebevraždu.
Herranz byl spoluzakladatelem, funkcionářem a jeden čas velitelem milice Falangy. Dne 23. listopadu 1969 se před kostelem Santa Barbara v Madridu zastřelil na protest proti tehdejší politice frankistického režimu, kterou označoval za zradu. V době sebevraždy mu bylo podle různých zdrojů 55 či 52 let.
Jeho sebevražda byla nejvýraznějším falangistickým protestem proti mocenskému nástupu neokapitalistických technokratů okolo Opus Dei a jejich liberální politice.